# デイヴィッド・L・ロビンズ
デイヴィッド・リー・ロビンズ（David Lea. Robbins 　1954年3月10日 - ）はアメリカ合衆国バージニア州リッチモンド生れの作家、小説家。暗殺者や軍、第二次世界大戦を舞台にした作品が多い。

## 略歴
1954年に第二次世界大戦で戦った兵士の息子として生まれる。1976年にウィリアム・アンド・メアリー大学に入学。4年後に博士号を取得。一年間、サウスカロライナ大学で環境法を勉強したが、学費不足に陥ったために父の合意を得て、フリーランスに転職した。その後に幽霊との三角関係を描いた作品｢Souls to keep｣を発表。これがデビュー作となる。そして作風を変えて第二次大戦中のスナイパーの戦いを描いた「鼠たちの戦争」が高い評価を得た。

## 主な著作
- 『鼠たちの戦争』(新潮文庫)
- 『戦火の果て』(新潮文庫)
- 『ルーズベルト暗殺計画』(新潮文庫)
- 『カストロ謀殺指令』(新潮文庫)
- 『クルスク大戦車戦』(新潮文庫)